# مون غيون يونغ
مون غيون يونغ (بالكورية: 문근영) هي ممثلة كورية صاعدة، ولدت في 6 مايو، 1987 في غوانغجو، كوريا الجنوبية.

## النشأة والسيرة
بدأت العمل في التمثيل منذ طفولتها، حيث لعبت دورها الأول وهي في الصف الثالث الابتدائي، وطلبت من والدها في سن مبكرة أن يلحقها بمعهد خاص للتمثيل لكنه رفض، ثم كان جوابه بعد تكرار مطالبتها بذلك "إذا فاز كيم داي-جونغ – المرشح الرئاسي عام 1997 – بالرئاسة فسوف ألحقك بالمعهد، ولحسن الحظ يفوز داي جونغ، وتلتحق مون بمعهد جوان غو للتمثيل. لتبدأ رحلتها مع الفن، ولتحصد العديد من الأدوار قبل أن تنهي دراستها للتمثيل. كما حصدت جائزة أفضل وجه تمثيلي شاب عام 2000 عن دورها في مسلسل الخريف في قلبي وتلت هذه الجائزة أكثر من 18 جائزة مختلفة حتى عام 2011.

## الأعمال

### أفلام
| عنوان الفيلم          | سنة الإنتاج |
| --------------------- | ----------- |
| On The Way            | 1999        |
| Lover's Concerto      | 2002        |
| A Tale of Two Sisters | 2003        |
| My Little Bride       | 2004        |
| Innocent Steps        | 2005        |
| Love Me Not           | 2006        |

### مسلسلات
| عام  | اسم العمل                             | الدور                                            | قناة البث  |
| ---- | ------------------------------------- | ------------------------------------------------ | ---------- |
| 1999 | Burnt Rice Teacher and Seven Potatoes | هان مي سوو                                       | كي بي إس 2 |
| 2000 | Autumn in My Heart                    | يونغ يون/تشوي ايون سوه                           | كي بي إس 2 |
| 2000 | Medical Center                        | (ظهور خاص, ح 15) (guest appearance, episode 15)  | إس بي إس   |
| 2001 | Empress Myeongseong                   | دور مين جا يونج الصغيرة ( الإمبراطورة ميونغسونغ) | كي بي إس 2 |
| 2001 | Life is Beautiful                     | الصغيرة يو هي جونغ                               | كي بي إس 2 |
| 2003 | Wife                                  | هان مين جو                                       | كي بي إس 2 |
| 2008 | Painter of the Wind                   | شين يون بوك                                      | إس بي إس   |
| 2010 | Cinderella's Sister                   | جو ايون جو/سونغ ايون-جو                          | كي بي إس 2 |
| 2010 | Mary Stayed Out All Night             | وي ماي ري                                        | كي بي إس 2 |
| 2012 | Cheongdam-dong Alice                  | هان سي كيونغ                                     | إس بي إس   |
| 2013 | Goddess of Fire                       | يو جونغ                                          | إم بي سي   |
| 2015 | The Village: Achiara's Secret         | هان سو يون                                       | إس بي إس   |
| 2016 | Entourage                             | ظهور خاطف                                        | تي في إن   |
| 2019 | Catch the Ghost                       | يو ريونغ                                         | تي في إن   |
| 2021 | دراما خاصة– The Break of Memories     | اوه يون سو                                       | كي بي إس 2 |

## روابط خارجية
- من غن يونغ على موقع IMDb (الإنجليزية)
- من غن يونغ على موقع ألو سيني (الفرنسية)
- من غن يونغ على موقع أول موفي (الإنجليزية)
- من غن يونغ على موقع قاعدة بيانات الفيلم (الإنجليزية)
- من غن يونغ على موقع ليتربوكسد (الإنجليزية)
- من غن يونغ على موقع كينوبويسك (الروسية)